# 55. National Hockey League All-Star Game
Das 55. National Hockey League All-Star Game wurde am 24. Januar 2007 in Dallas, Texas, ausgetragen. Es war das erste All-Star Game seit der Saison 2003/04, da 2004/05 die Saison wegen des Lockout abgesagt wurde und 2005/06 wegen der Olympischen Winterspiele 2006 keines ausgetragen wurde.
An der Veranstaltung, die im American Airlines Center stattfand, nahmen die besten Spieler der National Hockey League teil. Neben dem All-Star Game, in dem die besten Spieler der Western Conference gegen die besten Spieler der Eastern Conference antraten, gab es an den Tagen zuvor noch weitere Veranstaltungen, wie das YoungStars Game oder die SuperSkills Competition, in der die Spieler ihre Fähigkeiten auf unterschiedlichen Gebieten, wie Schussstärke oder Schnelligkeit, unter Beweis stellen konnten.
Die Startformationen der All-Star Teams konnten durch die Fans bis zum 2. Januar 2007 über eine Abstimmung auf der Homepage der NHL bestimmt werden. Am 9. Januar wurden die Startformationen beider Teams, bestehend aus je einem Torhüter, zwei Verteidigern und drei Stürmern, bekannt gegeben. Die weiteren Spieler wurden durch die Trainer der beiden Teams bestimmt und am 13. Januar bekannt gegeben.
Die Teams, die in den beiden Conferences zum 5. Januar führten, stellten die Trainer beider All-Star Teams. Lindy Ruff von den Buffalo Sabres betreute das Team der Eastern Conference, Randy Carlyle von den Anaheim Ducks das der Western Conference. Carlyle wurde durch Barry Trotz, dem Cheftrainer der Nashville Predators, assistiert, Ruff von Bob Hartley von den Atlanta Thrashers.

## Mannschaften
| #           | Land               | Spieler              | Pos.            | Team                |
| Torhüter    |                    |                      |                 |                     |
| 30          | Vereinigte Staaten | Ryan Miller          | Ryan Miller     | Buffalo Sabres      |
| 30          | Kanada             | Martin Brodeur       | Martin Brodeur  | New Jersey Devils   |
| 39          | Frankreich         | Cristobal Huet       | Cristobal Huet  | Montréal Canadiens  |
| Verteidiger |                    |                      |                 |                     |
| 51          | Kanada             | Brian Campbell       | Brian Campbell  | Buffalo Sabres      |
| 44          | Kanada             | Sheldon Souray       | Sheldon Souray  | Montréal Canadiens  |
| 3           | Kanada             | Jay Bouwmeester      | Jay Bouwmeester | Florida Panthers    |
| 33          | Slowakei           | Zdeno Chára          | Zdeno Chára     | Boston Bruins       |
| 15          | Tschechien         | Tomáš Kaberle        | Tomáš Kaberle   | Toronto Maple Leafs |
| 28          | Vereinigte Staaten | Brian Rafalski       | Brian Rafalski  | New Jersey Devils   |
| Angreifer   |                    |                      |                 |                     |
| 87          | Kanada             | Sidney Crosby        | C               | Pittsburgh Penguins |
| 48          | Kanada             | Daniel Brière        | C               | Buffalo Sabres      |
| 8           | Russland           | Alexander Owetschkin | LW              | Washington Capitals |
| 55          | Vereinigte Staaten | Jason Blake          | LW              | New York Islanders  |
| 12          | Kanada             | Simon Gagné          | LW              | Philadelphia Flyers |
| 16          | Kanada             | Dany Heatley         | RW              | Ottawa Senators     |
| 18          | Slowakei           | Marián Hossa         | RW              | Atlanta Thrashers   |
| 4           | Kanada             | Vincent Lecavalier   | C               | Tampa Bay Lightning |
| 26          | Kanada             | Martin St. Louis     | RW              | Tampa Bay Lightning |
| 14          | Kanada             | Brendan Shanahan – C | LW              | New York Rangers    |
| 21          | Kanada             | Eric Staal           | C               | Carolina Hurricanes |
| 11          | Kanada             | Justin Williams      | RW              | Carolina Hurricanes |

| #           | Land               | Spieler           | Pos.              | Team                  |              |
| Torhüter    |                    |                   |                   |                       |              |
| 1           | Kanada             | Roberto Luongo    | Roberto Luongo    | Vancouver Canucks     |              |
| 34          | Finnland           | Miikka Kiprusoff  | Miikka Kiprusoff  | Calgary Flames        |              |
| 35          | Kanada             | Marty Turco       | Marty Turco       | Dallas Stars          | Dallas Stars |
| Verteidiger |                    |                   |                   |                       |              |
| –           | Kanada             | Scott Niedermayer | Scott Niedermayer | Anaheim Ducks         |              |
| 5           | Schweden           | Nicklas Lidström  | Nicklas Lidström  | Detroit Red Wings     |              |
| 43          | Kanada             | Philippe Boucher  | Philippe Boucher  | Dallas Stars          |              |
| 3           | Kanada             | Dion Phaneuf      | Dion Phaneuf      | Calgary Flames        |              |
| 44          | Finnland           | Kimmo Timonen     | Kimmo Timonen     | Nashville Predators   |              |
| 17          | Slowakei           | Ľubomír Višňovský | Ľubomír Višňovský | Los Angeles Kings     |              |
| 55          | Kanada             | Ed Jovanovski     | Ed Jovanovski     | Phoenix Coyotes       |              |
| Angreifer   |                    |                   |                   |                       |              |
| 97          | Kanada             | Joe Thornton      | C                 | San Jose Sharks       |              |
| 19          | Kanada             | Joe Sakic – C     | C                 | Colorado Avalanche    |              |
| 14          | Kanada             | Jonathan Cheechoo | RW                | San Jose Sharks       |              |
| 13          | Vereinigte Staaten | Bill Guerin       | RW                | St. Louis Blues       |              |
| 24          | Tschechien         | Martin Havlát     | RW                | Chicago Blackhawks    |              |
| 10          | Kanada             | Patrick Marleau   | C                 | San Jose Sharks       |              |
| 61          | Kanada             | Rick Nash         | LW                | Columbus Blue Jackets |              |
| 94          | Kanada             | Yanic Perreault   | C                 | Phoenix Coyotes       |              |
| 12          | Vereinigte Staaten | Brian Rolston     | C                 | Minnesota Wild        |              |
| 8           | Finnland           | Teemu Selänne     | RW                | Anaheim Ducks         |              |
| 93          | Kanada             | Ryan Smyth        | LW                | Edmonton Oilers       |              |
| –           | Schweden           | Henrik Zetterberg | LW                | Detroit Red Wings     |              |
| 20          | Kanada             | Andy McDonald     | C                 | Anaheim Ducks         |              |

Fett: Spieler in der Startformation

1. ↑  übernahm den Platz in der Startformation für den verletzten Scott Niedermayer
2. ↑  als Ersatz für den verletzten Scott Niedermayer nominiert
3. ↑  als Ersatz für den verletzten Henrik Zetterberg nominiert

G = Torhüter; D = Verteidiger; C = Center; LW/RW = Flügelspieler

### Rory Fitzpatrick
Mit Rory Fitzpatrick lag bei der Abstimmung für das All-Star Game zwischenzeitlich ein Spieler auf Platz zwei unter den Verteidigern der Western Conference, der bis dahin keinen Scorerpunkt in der Saison erzielt und auch keine besonders auffälligen Leistungen gebracht hatte. Das Ergebnis war auf eine Kampagne zurückzuführen, die von einer Gruppe von Fans ins Leben gerufen wurde und immer mehr Unterstützer fand. Sinn der Kampagne war, der NHL auf diese Weise zu zeigen, dass das neue Wahlsystem, in dem jeder Fan so oft er möchte seine Stimme abgeben kann, Schwächen aufweist. Ziel sollte es sein einen Spieler, der vom Status eines All-Star-Spielers weit entfernt ist, in die Startaufstellung eines der beiden Teams zu wählen. Die Aktion erntete Kritik, unter anderem von Wayne Gretzky, andere unterstützen die Aktion, weil sie der Meinung waren, dass ein hart arbeitender Spieler, der nicht im Rampenlicht steht, es verdient hat für seine Arbeit ausgezeichnet zu werden. Bei der Bekanntgabe der Startaufstellung der All-Star-Teams am 9. Januar 2007 wurde bekanntgegeben, dass Fitzpatrick 550.177 Stimmen erhalten hatte, aber nur Platz drei mit 23.000 Stimmen Rückstand auf den zweiten Platz belegte. Damit war klar, dass er nicht am All-Star-Game teilnehmen würde, da nicht zu erwarten war, dass er von den Trainern der Western Conference in den Kader berufen wird.

## SuperSkills Competition
In der SuperSkills Competition, die am Vortag des All-Star Game stattfand, mussten die Spieler ihre Fähigkeiten in unterschiedlichen Gebieten, wie Schnelligkeit, Puckkontrolle oder Schusshärte unter Beweis stellen. Dabei traten die Spieler der Eastern Conference gegen die der Western Conference an.

### Sieger
Endstand: Eastern Conference 15 – 11 Western Conference
| Wettbewerb          | Mannschaftswertung | Einzelwertung           |
| Puckkontrolle       | Eastern Conference | Rick Nash               |
| Schnelligkeit       | Western Conference | Andy McDonald           |
| Shootout Runde 1    | Western Conference | –                       |
| Schusshärte         | Eastern Conference | Zdeno Chára             |
| Shootout Runde 2    | Eastern Conference | –                       |
| Schussgenauigkeit   | Eastern Conference | Eric Staal/Marián Hossa |
| Shootout Runde 3    | Western Conference | –                       |
| One-on-One Shootout | Eastern Conference | Sidney Crosby           |
| Bester Torhüter     | –                  | Roberto Luongo          |

## All-Star Game
Nach dem Sieg bei der SuperSkills Competition musste sich die Eastern Conference im All-Star Game mit 9–12 geschlagen geben. Herausragender Spieler war Daniel Brière, der trotz der Niederlage für die Eastern Conference fünf Punkte erzielte und zum MVP des All-Star Game gewählt wurde. Ebenfalls hervorstechen konnten Joe Sakic, Marián Hossa, Rick Nash und Brian Rolston, die mit je vier Punkten glänzen konnten. Enttäuschend verlief hingegen das Spiel für die beiden Spieler, die in der Fan-Wahl die meisten Stimmen bekommen hatten. Joe Thornton und der zum Zeitpunkt der Veranstaltung Führende der Scorerliste Sidney Crosby konnten weder ein Tor noch einen Assist beisteuern. Wie erwartet hatten die Torhüter nicht viel zu lachen und mussten mehrfach den Puck aus dem Tor holen. Alleine Superstar-Torhüter Martin Brodeur kassierte sechs Gegentreffer. Jeder Torhüter durfte ein Drittel spielen.

### Eastern Conference 9 – 12 Western Conference
All-Star Game MVP: Daniel Brière (1 Tor, 4 Assists)
| Team       | Zeit  | Stand | Torschütze           | Vorlagengeber      | Vorlagengeber    |
| 1. Drittel |       |       |                      |                    |                  |
|            | 3:38  | 1–0   | Daniel Brière        | Dany Heatley       | Marián Hossa     |
|            | 5:08  | 1–1   | Yanic Perreault      | Brian Rolston      | Bill Guerin      |
|            | 6:17  | 1–2   | Teemu Selänne        |                    |                  |
|            | 13:07 | 2–2   | Martin St. Louis     | Vincent Lecavalier | Brian Rafalski   |
|            | 13:43 | 3–2   | Eric Staal           | Justin Williams    | Jason Blake      |
|            | 18:55 | 3–3   | Ľubomír Višňovský    | Joe Sakic          | Rick Nash        |
| 2. Drittel |       |       |                      |                    |                  |
|            | 22:41 | 3–4   | Patrick Marleau      | Jonathan Cheechoo  | Nicklas Lidström |
|            | 25:19 | 4–4   | Justin Williams      | Jason Blake        |                  |
|            | 26:29 | 5–4   | Zdeno Chára          | Daniel Brière      | Brian Rafalski   |
|            | 28:30 | 5–5   | Brian Rolston        |                    |                  |
|            | 30:40 | 5–6   | Rick Nash            | Joe Sakic          | Dion Phaneuf     |
|            | 31:34 | 5–7   | Martin Havlát        | Joe Sakic          | Rick Nash        |
|            | 32:47 | 5–8   | Yanic Perreault      | Bill Guerin        | Brian Rolston    |
|            | 33:32 | 6–8   | Alexander Owetschkin | Daniel Brière      | Sheldon Souray   |
|            | 38:58 | 6–9   | Brian Rolston        | Ed Jovanovski      |                  |
| 3. Drittel |       |       |                      |                    |                  |
|            | 42:01 | 7–9   | Dany Heatley         | Daniel Brière      | Marián Hossa     |
|            | 47:12 | 7–10  | Rick Nash            | Joe Sakic          | Martin Havlát    |
|            | 50:37 | 8–10  | Zdeno Chára          | Marián Hossa       | Daniel Brière    |
|            | 59:00 | 8–11  | Martin Havlát        | Ryan Smyth         | Ed Jovanovski    |
|            | 59:25 | 9–11  | Sheldon Souray       | Marián Hossa       | Dany Heatley     |
|            | 59:48 | 9–12  | Dion Phaneuf         | Ľubomír Višňovský  |                  |

## YoungStars Game
| #           | Land               | Spieler         | Pos.            | Team                |
| Torhüter    |                    |                 |                 |                     |
| 32          | Finnland           | Kari Lehtonen   | Kari Lehtonen   | Atlanta Thrashers   |
| Verteidiger |                    |                 |                 |                     |
| 52          | Kanada             | Mike Green*     | Mike Green*     | Washington Capitals |
| 14          | Slowakei           | Andrej Meszároš | Andrej Meszároš | Ottawa Senators     |
| 54          | Kanada             | Paul Ranger     | Paul Ranger     | Tampa Bay Lightning |
| 19          | Vereinigte Staaten | Ryan Whitney    | Ryan Whitney    | Pittsburgh Penguins |
| Angreifer   |                    |                 |                 |                     |
| 44          | Vereinigte Staaten | Patrick Eaves   | RW              | Ottawa Senators     |
| 81          | Vereinigte Staaten | Phil Kessel*    | C               | Boston Bruins       |
| 71          | Russland           | Jewgeni Malkin* | C               | Pittsburgh Penguins |
| 9           | Vereinigte Staaten | Zach Parise     | C               | New Jersey Devils   |
| 11          | Kanada             | Jordan Staal*   | C               | Pittsburgh Penguins |
| 10          | Schweden           | Alexander Steen | C               | Toronto Maple Leafs |
| 26          | Osterreich         | Thomas Vanek    | LW              | Buffalo Sabres      |

| #           | Land               | Spieler            | Pos.           | Team                |
| Torhüter    |                    |                    |                |                     |
| 31          | Slowakei           | Peter Budaj        | Peter Budaj    | Colorado Avalanche  |
| Verteidiger |                    |                    |                |                     |
| 18          | Vereinigte Staaten | Matt Carle*        | Matt Carle*    | San Jose Sharks     |
| 7           | Kanada             | Brent Seabrook     | Brent Seabrook | Chicago Blackhawks  |
| 5           | Tschechien         | Ladislav Šmíd      | Ladislav Šmíd  | Edmonton Oilers     |
| 6           | Kanada             | Shea Weber         | Shea Weber     | Nashville Predators |
| Angreifer   |                    |                    |                |                     |
| 15          | Kanada             | Ryan Getzlaf       | C              | Anaheim Ducks       |
| 36          | Finnland           | Jussi Jokinen      | LW             | Dallas Stars        |
| 11          | Slowenien          | Anže Kopitar*      | C              | Los Angeles Kings   |
| 47          | Russland           | Alexander Radulow* | RW             | Nashville Predators |
| 12          | Vereinigte Staaten | Lee Stempniak      | RW             | St. Louis Blues     |
| 8           | Kanada             | Wojtek Wolski*     | LW             | Colorado Avalanche  |

Fett: Spieler in der Startformation

* Rookie

G = Torhüter; D = Verteidiger; C = Center; LW/RW = Flügelspieler

### Das Spiel
Eastern Conference 9 – 8 Western Conference
MVP des YoungStars Game: Zach Parise (2 Tore, 4 Assists)
Die Spieldauer betrug drei Drittel à 10 Minuten
Drittelergebnisse: 3–2, 3–1, 3–5